# Anseküla
Koordinaten: 58° 6′ N, 22° 14′ O

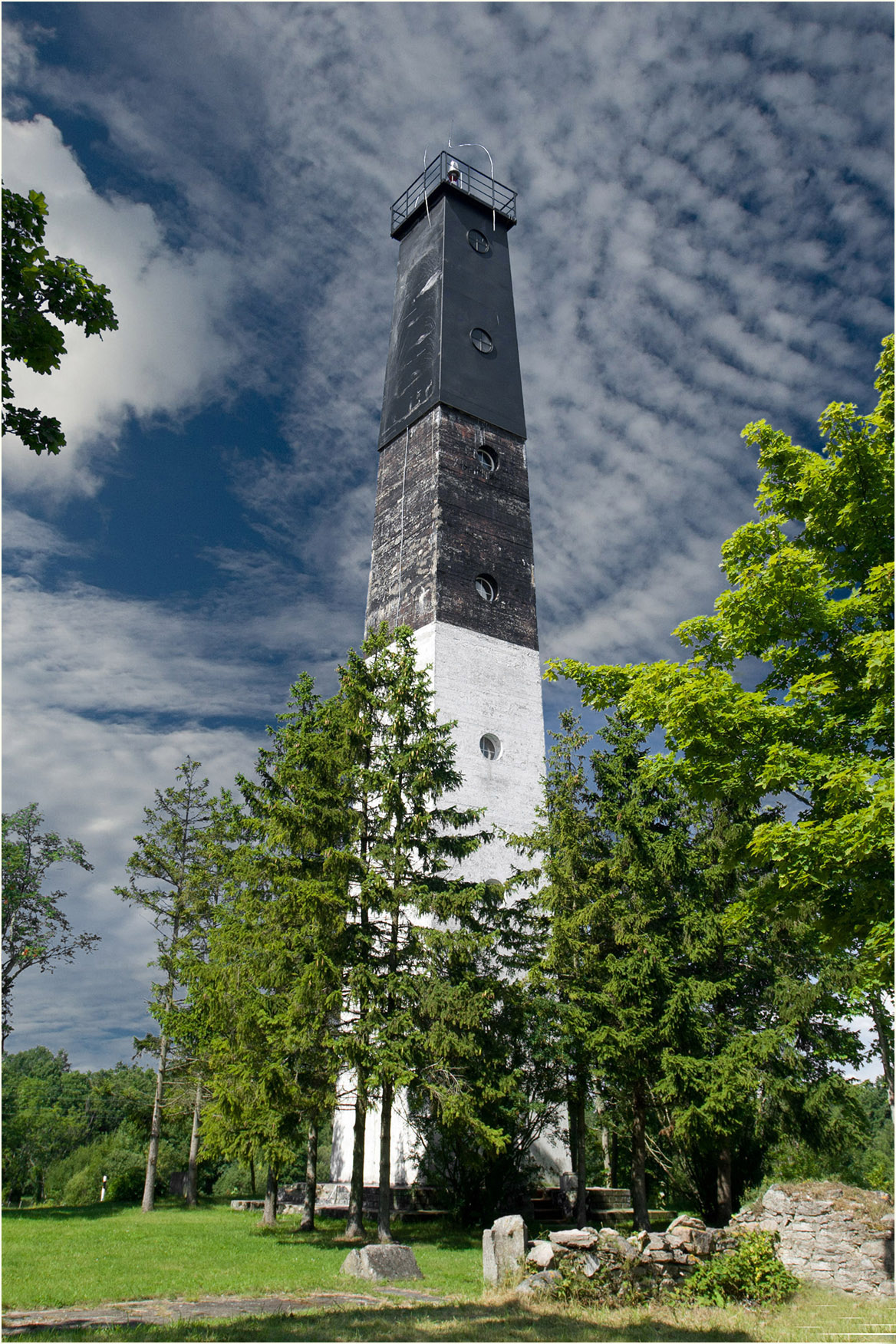
Leuchtturm von Anseküla

Anseküla (deutsch Anseküll) ist ein Dorf (estnisch küla) in der Landgemeinde Saaremaa (bis 2017: Landgemeinde Salme) auf der estnischen Insel Saaremaa. Es hat 39 Einwohner (Stand 1. Januar 2007). Das Dorf liegt direkt an der Ostsee.
Der Ort war seit dem 16. Jahrhundert das Zentrum eines Kirchspiels (Anseküla kihelkond). 1863 fand dort eines der ersten lokalen estnischen Sängerfeste statt.

## Leuchtturm
Der Leuchtturm von Anseküla befindet sich am Oststrand der Halbinsel Sõrve. Die Konstruktion aus Beton ist 29 Meter hoch. Sie steht 42 Meter über dem Meeresspiegel. Der Lichtsignal ist 7 Seemeilen weit zu sehen. Im unteren Teil ist der Leuchtturm weiß, im oberen schwarz.
Die erste Kirche wurde in Anseküla bereits um 1300 errichtet, eine spätere Ende des 14. Jahrhunderts. Sie wurde 1864 umgestaltet und 1944 bei Kampfhandlungen vollständig zerstört. Der Leuchtturm wurde 1953 an der Stelle des ehemaligen Gotteshauses errichtet.